# Terranova (chaîne de télévision)
Pour les articles homonymes, voir Terranova.
Terranova était une chaîne de télévision thématique allemande consacrée à la nature et à l'écologie.

## Histoire de la chaîne
Terranova est lancée en septembre 2004 par AB Groupe pour remplacer sa chaîne musicale allemande, Onyx.tv.
La chaîne était également diffusée en langue française et en free-to-air sur Astra.
Cependant, après un appel à candidature pour la TNT en haute définition en 2008 pour la France, la chaîne s'est portée candidate mais elle n'est finalement pas sélectionnée et est alors arrêtée le 10 juillet 2007.

## Identité visuelle
Une autre chaîne d'AB Groupe, Escales, a adopté en octobre 2007 un logo inspiré de celui de Terranova.

### Logo

Logo de Terranova du 15 septembre 2004 au 10 juillet 2007.

## Organisation

### Dirigeants
Directeur général :
- Ludi Boeken

### Capital
Terranova était éditée par ONYX Television GmbH, filiale à 100 % d'AB Groupe.

## Programmes
La chaîne diffusait de nombreux documentaires animaliers ou consacrés à la nature et l'environnement.

### Émissions
- Cohn-Bendit trifft… : Talk-Show d'une heure animé par Daniel Cohn-Bendit sur des thèmes politiques, écologiques et économiques actuels.
- Green Planet : le magazine consacré à l'écologie.